# Малинин, Александр Матвеевич
Алекса́ндр Матве́евич Мали́нин (26 сентября 1912, Малое Комино, Царевококшайский уезд, Казанская губерния — 11 августа 1995, Йошкар-Ола, Марий Эл) — марийский советский журналист, редактор, переводчик, член Союза журналистов СССР. Переводчик редакции республиканской газеты Марийской АССР «Марий коммуна» (1948—1972). Заслуженный работник культуры РСФСР (1968). Участник Великой Отечественной войны.

## Биография
Родился 26 сентября 1912 года в д. Малое Комино (Елемучаш) ныне Медведевского района Марий Эл. Имел незаконченное высшее образование (1932). До войны работал редактором в Маргосиздате, сотрудником редакции молодёжной газеты «Рвезе коммунист» («Молодой коммунист»).
4 марта 1942 года призван в Красную армию. Участник Великой Отечественной войны: в составе запасного стрелкового полка воевал на Ленинградском фронте, рядовой. 11 ноября 1944 года комиссован по болезни.
После войны, с 1948 по 1972 годы — переводчик редакции республиканской газеты Марийской АССР «Марий коммуна». Отличный знаток марийского языка, переводил на родной язык не только официальные документы, но и художественную и учебную литературу.
Умер 11 августа 1995 года в Йошкар-Оле.

## Звания и награды
- Заслуженный работник культуры РСФСР (1968)[2][3]
- Орден Отечественной войны II степени (06.04.1985)[5][6]
- Почётная грамота Президиума Верховного Совета Марийской АССР (1953, 1958)[2][3]